# Mariagerfjord Kommune
Mariagerfjord Kommune er en kommune i den sydøstlige del af Himmerland under Region Nordjylland med 41.606 indbyggere  (2025), hvis største byer er Hobro, Hadsund, Arden og Mariager. Kommunen har et areal på 723.63 km².

## Strukturreformen 2007
Mariagerfjord Kommune opstod ved sammenlægning af:
- Mariager Kommune (undtagen Havndal Valgdistrikt)
- Arden Kommune
- Hadsund Kommune
- Hobro Kommune
- Hvilsom Skoledistrikt (Aalestrup Kommune)
- Hannerupgård ejerlav (Nørager Kommune)

Forligspartierne havde krævet en folkeafstemning i Hvilsom Skoledistrikt, og denne faldt ud til fordel for Mariagerfjord med et flertal på 60%. Det var derudover på tale at optage hele Nørager Kommune, men man besluttede kun at ville optage Hannerup.
Mariager Kommune-delen indgik i Mariagerfjord Kommune efter to folkeafstemninger: Efter den første afstemning, der i kommunen som helhed viste flertal for Mariagerfjord frem for den af byrådsflertallet anbefalede tilslutning til Randers Kommune, krævede – og fik – byrådspolitikere fra Havndal Valgdistrikt endnu en folkeafstemning blot for dette distrikt. Ved kommunens oprettelse fastslog Indenrigsministeriet, at navnet skulle være Mariagerfjord (i et ord), skønt Mariager Fjord altid har været stavet i to ord.
Den 15. november 2005 blev kommunalbestyrelsen valgt med Socialdemokraten H.C. Maarup som formand for sammenlægningsudvalget og kommunens første borgmester.

## Byer
Kommunen har 41.606 indbyggere  (2025).
| Kommunens største byer |                          |                   |
| Nr                     | By                       | Indbyggere (2025) |
| 1                      | Hobro                    | 12.360            |
| 2                      | Hadsund                  | 4.918             |
| 3                      | Mariager                 | 2.650             |
| 4                      | Arden                    | 2.620             |
| 5                      | Assens                   | 1.422             |
| 6                      | Valsgård                 | 1.124             |
| 7                      | Als                      | 892               |
| 8                      | Øster Hurup              | 636               |
| 9                      | Astrup                   | 492               |
| 10                     | Sønder Onsild            | 474               |
| 11                     | Hadsund Syd              | 438               |
| 12                     | Visborg                  | 415               |
| 13                     | Skelund                  | 396               |
| 14                     | Vebbestrup               | 367               |
| 15                     | Veddum                   | 336               |
| 16                     | Døstrup                  | 313               |
| 17                     | Oue                      | 313               |
| 18                     | Hvornum                  | 303               |
| 19                     | Rostrup                  | 283               |
| 20                     | Sønder Onsild Stationsby | 264               |
| 21                     | Hvilsom                  | 243               |
| 22                     | Norup                    | 242               |
| 23                     | Handest                  | 231               |
| 24                     | Hørby                    | 230               |
| 25                     | Rold                     | 223               |
| 26                     | Øster Doense             | 214               |

## Mariagerfjord Rådhus
Rådhuset i Mariagerfjord Kommune er ikke samlet på en adresse. Siden kommunesammenlægningerne har de fire gamle rådhuse haft et administrativt fagområde hver for sig.
- Hadsund Rådhus - Sundhed og omsorg, byrådssalen, økonomi og personale, sundhed og ældre, borgerservice, psykiatri og handicap.[5]
- Hobro Rådhus - Arbejdsmarked, borgerservice, borgmesterkontor, MED Administrationen, og strategi og udvikling.
- Mariager Rådhus - Børn og familie, dagtilbud, kultur og fritid.
- Arden Rådhus - Teknik og miljø.

## Politik

### Valg
| 13 |  |  |  |  | 12 |

| 22 | 7 |

| 13 |  | 2 | 2 | 10 |  |

| 22 | 7 |

| 13 |  |  | 3 | 11 |

| 20 | 9 |

| 11 |  |  |  | 3 | 12 |

| 22 | 7 |

| 11 | 3 |  |  |  | 11 |  |

| 19 | 10 |

| 11 | 3 |  | 2 | 11 |  |

| 18 | 11 |

### Nuværende byråd
| Navn                          | Parti                                    |
| ----------------------------- | ---------------------------------------- |
| Leif Skaarup                  | Socialdemokratiet - 11 mandater          |
| Per Husted                    | Socialdemokratiet - 11 mandater          |
| Jens Riise Dalgaard           | Socialdemokratiet - 11 mandater          |
| Edin Hajder                   | Socialdemokratiet - 11 mandater          |
| Mette Binderup                | Socialdemokratiet - 11 mandater          |
| Helle Qvist Toft              | Socialdemokratiet - 11 mandater          |
| Trine Blaabjerg Petersen      | Socialdemokratiet - 11 mandater          |
| Jane Grøn                     | Socialdemokratiet - 11 mandater          |
| Peter Muhl                    | Socialdemokratiet - 11 mandater          |
| Rikke Fonnesbæk               | Socialdemokratiet - 11 mandater          |
| Niels Peter Christoffersen    | Socialdemokratiet - 11 mandater          |
| Mogens Jespersen (Borgmester) | Venstre - 11 mandater                    |
| Jørgen Pontoppidan            | Venstre - 11 mandater                    |
| Lone Sondrup                  | Venstre - 11 mandater                    |
| Per Laursen                   | Venstre - 11 mandater                    |
| Jesper Skov Mikkelsen         | Venstre - 11 mandater                    |
| Jan Andersen                  | Venstre - 11 mandater                    |
| Niels Erik Poulsen            | Venstre - 11 mandater                    |
| Henrik Sloth                  | Venstre - 11 mandater                    |
| Helle Mølgaard                | Venstre - 11 mandater                    |
| Per Kragelund                 | Venstre - 11 mandater                    |
| Erik Kirkegaard Mikkelsen     | Venstre - 11 mandater                    |
| Jens-Henrik Kirk              | Det Konservative Folkeparti - 3 mandater |
| Christian Johnson             | Det Konservative Folkeparti - 3 mandater |
| Laura Holm                    | Det Konservative Folkeparti - 3 mandater |
| Jørgen Hammer Sørensen        | Dansk Folkeparti - 1 mandat              |
| Emma Houe Mølgaard            | Nye Borgerlige - 1 mandat                |
| Malene Ingwersen              | Enhedslisten - 1 mandat                  |
| Peder Larsen                  | Socialistisk Folkeparti - 1 mandat       |

| Navn               | Skiftet fra    | Skiftet til      | Dato            |
| ------------------ | -------------- | ---------------- | --------------- |
| Emma Houe Mølgaard | Nye Borgerlige | Dansk Folkeparti | 12. januar 2024 |
| Malene Ingwersen   | Enhedslisten   | Løsgænger        | 21. august 2024 |

| Udtrådt           | Indtrådt         | Parti                       | Dato             |
| ----------------- | ---------------- | --------------------------- | ---------------- |
| Per Husted        | Karen Østergaard | Socialdemokratiet           | 4. november 2022 |
| Christian Johnson | Simon Linde      | Det Konservative Folkeparti | 12. august 2024  |

### Byråd 2018-2022
| Navn                          | Parti                           |
| ----------------------------- | ------------------------------- |
| Mogens Jespersen (Borgmester) | Venstre - 12 mandater           |
| Jørgen Pontoppidan            | Venstre - 12 mandater           |
| Helle Mølgaard                | Venstre - 12 mandater           |
| Per Lynge Laursen             | Venstre - 12 mandater           |
| Henrik Sloth                  | Venstre - 12 mandater           |
| Niels Erik Poulsen            | Venstre - 12 mandater           |
| Danny Juul Jensen             | Venstre - 12 mandater           |
| Erik Kirkegaard Mikkelsen     | Venstre - 12 mandater           |
| Per Kragelund                 | Venstre - 12 mandater           |
| Søren Greve                   | Venstre - 12 mandater           |
| Svend Madsen                  | Venstre - 12 mandater           |
| Peter Krogh Olsen             | Venstre - 12 mandater           |
| Leif Skaarup                  | Socialdemokratiet - 11 mandater |
| Jens Riise Dalgaard           | Socialdemokratiet - 11 mandater |
| Niels Peter Christoffersen    | Socialdemokratiet - 11 mandater |
| Mette Binderup                | Socialdemokratiet - 11 mandater |
| Jane Grøn                     | Socialdemokratiet - 11 mandater |
| Edin Hajder                   | Socialdemokratiet - 11 mandater |
| Karen Østergaard              | Socialdemokratiet - 11 mandater |
| Svend Skifter Andersen        | Socialdemokratiet - 11 mandater |
| Lene Nielsen                  | Socialdemokratiet - 11 mandater |
| Thomas Høj                    | Socialdemokratiet - 11 mandater |
| Peter Muhl                    | Socialdemokratiet - 11 mandater |
| Jørgen Hammer Sørensen        | Dansk Folkeparti - 3 mandater   |
| Jan Andersen                  | Dansk Folkeparti - 3 mandater   |
| Pia Adelsteen                 | Dansk Folkeparti - 3 mandater   |
| Peder Larsen                  | SF - 1 mandat                   |
| Casper Hedegaard              | Radikale Venstre - 1 mandat     |
| Jens-Henrik Kirk              | Konservative - 1 mandat         |

| Navn         | Skiftet fra      | Skiftet til | Dato              |
| ------------ | ---------------- | ----------- | ----------------- |
| Jan Andersen | Dansk Folkeparti | Løsgænger   | 7. august 2018    |
| Jan Andersen | Løsgænger        | Venstre     | 13. december 2019 |

### Byråd (2014-2017)
Byrådet har syv stående udvalg med nedenstående formænd:
- Mogens Jespersen (V), borgmester og formand for økonomi
- Per Husted (A), 1. Viceborgmester
- Per Lynge Laursen (V), 2. Viceborgmester
- Svend Madsen (V), formand for børn og familie
- Jørgen Hammer Sørensen (O), formand for teknik og miljø
- Mette Riis Binderup (A), formand for sundhed og omsorg
- Jørgen Pontoppidan (V), formand for kultur og fritid
- Finn Cilleborg (A), formand for udvalget for arbejdsmarked

### Byråd (2010-2013)
Byrådet havde syv stående udvalg med nedennævnte formænd:
- H.C. Maarup (S), borgmester og formand for økonomi
- Carsten Brandt Andersen (V), 1. Viceborgmester
- Mette Riis Binderup (S), 2. Viceborgmester
- Mogens Jespersen (V), 3. Viceborgmester og formand for børn og familie
- Preben Christensen (S), formand for teknik og miljø
- Poul Bergmann (S), formand for sundhed og omsorg
- Jørgen Pontoppidan (V), formand for kultur og fritid
- Karen Østergaard (S), formand for børn og unge
- Finn Cilleborg (S), formand for udvalget for arbejdsmarked

### Borgmestre
| Navn             | Parti              | Periode                            |
| ---------------- | ------------------ | ---------------------------------- |
| H.C. Maarup      | Socialdemokraterne | 1. januar 2007 - 31. december 2013 |
| Mogens Jespersen | Venstre            | 1. januar 2014 -                   |

## Byroller

### Hovedbyer
Hadsund og Hobro er begge udpeget som hovedbyer. Det sker på baggrund af, at man mener, at den største del af bosætningen og befolkningsudviklingen vil ske i de to byer. Hovedbyerne indeholder flere forskellige boligtyper og ejerformer. Det er også kun i hovedbyerne, at der kan opføres støttet boligbyggeri. Hobro og Hadsund har begge en bred erhvervsudvikling.

### Bosætningsbyer
Als, Arden, Assens, Mariager, Sønder Onsild, Valsgård og Vebbestrup er udpeget som bosætningsbyer. De syv byer indeholder hver en grundlæggende dagligvareforsyning, skole og en børnehave.

### Øvrige byzonebyer
Astrup Oue, Rostrup, Skelund, Veddum og Øster Hurup er udpeget som øvrige byzonebyer. Disse byer er den mindste form for byer i kommunen, hvor der kan ske en byudvikling. Kommunen udlægger derfor kun et mindre
arealramme til byudvikling.

### Landsbyer
I Mariagerfjord Kommune er der 45 landsbyer. Kun 8 landsbyer har mere
end 200 indbyggere og betragtes derfor som byer ifølge Danmarks Statistik. Landsbyerne er alle beliggende i landzoner og der kan derfor kun ske en mindre udbygning indenfor landsbyafgrænsningen. De største landsbyer over 200 indbyggere er Døstrup, Handest, Hvilsom, Hvornum, Norup, Rold, Visborg og Øster Doense.

## Kultur
I Mariagerfjord Kommune kan man opleve disse kulturelle og historiske steder.
- Det Røde Pakhus, Hobro
- Mariagerfjord Bibliotekerne[17]
- Hadsund KulturCenter
- Hobro Medborgerhus
- Ishuset, Hobro
- Kulturhuset, Arden
- Filmteatret, Hobro
- Bio 1+2, Hadsund
- Mariager filmklub
- Danmarks Saltcenter, Mariager
- Gasmuseet, Hobro
- Fyrkat, Hobro
- Cirkusmuseet, Rold
- Hadsund Egns Museum
- Lystfartøjsmuseet, Hobro
- Hobro Museum
- Havnø Mølle
- Mariager Museum
- En internetradio kaldet Radio MFK [18] med relation til Mariagerfjord Kommune og omegn.

## Venskabsbyer[19]
- – Falköping, Sverige
- – Lier, Norge
- – Kokemäki, Finland
- – Klepp, Norge
- – Boleslawiec, Polen
- – Bábolna, Ungarn
- – Viesite, Letland